# Periploca ceanothiella
Periploca ceanothiella is een vlinder uit de familie van de prachtmotten (Cosmopterigidae). De wetenschappelijke naam van de soort is voor het eerst geldig gepubliceerd in 1908 door Cosens.